# Chaetonotus vechovi
Chaetonotus vechovi är en djurart som tillhör fylumet bukhårsdjur, och som beskrevs av Tretyakova 1992. Chaetonotus vechovi ingår i släktet Chaetonotus och familjen Chaetonotidae. Inga underarter finns listade i Catalogue of Life.